# پل مری
پل مری (انگلیسی: Paul Murray؛ زادهٔ ۱۹۷۵) رمان‌نویس اهل جمهوری ایرلند است.